# Robert Braet
Robert André Jules Braet (* 11. Februar 1912 in Brügge; † 23. Februar 1987 ebenda) war ein belgischer Fußballtorwart und Fußballfunktionär. Er wirkte vor allem bei Cercle Brügge.

## Leben
Der 1912 in Brügge geborene Robert Braet spielte während seiner gesamten professionellen Karriere, von 1928 bis 1948, durch den Zweiten Weltkrieg unterbrochen, für Cercle Brügge. Dabei bestritt er 392 Spiele in der ersten und zweiten Division. Der größte Erfolg des Vereins in Braets aktiver Zeit war der Gewinn der Belgischen Meisterschaft im Jahr 1930.
In der belgischen Nationalmannschaft bestritt Braet zwischen 1931 und 1938 14 Spiele. Er nahm an der Weltmeisterschaft 1938 in Frankreich teil, kam als zweiter Tormann hinter Arnold Badjou jedoch nicht zum Einsatz. Zudem spielte Braet für die belgische B-Auswahl in internationalen Militärspielen.
Von 1967 bis 1970 war Braet Präsident von Cercle Brügge. Er starb 1987 im Alter von 75 Jahren.

### Karriere (Übersicht)
Vereine
- 1928–1948: Cercle Brügge (392 Ligaspiele)

Erfolge
- Belgischer Meister 1929/30
- Meister der 2. Belgischen Liga 1937/38

Nationalmannschaft
- 1931–1938: 14 Spiele
- WM-Teilnahme 1938